# لورانس كناب
لورانس كناب (بالإنجليزية: Lawrence Knapp)‏ هو لاعب هوكي الحقل أمريكي، ولد في 30 مايو 1905، وتوفي في 8 نوفمبر 1976.

## وصلات خارجية
- لورانس كناب على موقع أوليمبيديا (الإنجليزية)